# Zburătorul
Zburătorul este în mitologia populară românească o ființă fantastică închipuită ca un spirit rău, care chinuiește noaptea, în somn, fetele nemăritate și femeile măritate de curând. În literatura romantică (vezi romantism), termenul „zburător” este o personificare a dorului de bărbatul iubit, a dragostei intense față de ființa iubită. Se consideră că „zburătorul” este un bărbat care, în timpul vieții, a fost respins de o femeie și care, după moarte, bântuie și le face pe femeile de pe Pământ să se îndrăgostească de el, dar mai ales pe cea care l-a refuzat (dacă aceasta mai este în viață). Este considerat simbolul iubirii neîmpărtășite.

### Origine și semnificație
Zburătorul este reprezentat ca o ființă mitică, asemănătoare cu un spirit sau demon, care vizitează tinerele fete în somn, provocându-le dorință și melancolie. În unele variante, este descris ca un tânăr frumos și seducător, iar în altele, ca o figură misterioasă, învăluită în foc sau lumină, asemănătoare unei stele căzătoare.

### Caracteristici mitologice
Zburătorul este considerat un personaj erotic, fiind asociat cu dorința sexuală reprimată și cu primele experiențe romantice sau de iubire. În credințele populare:
- Vizitele sale sunt adesea percepute ca o formă de seducție onirică.
- El vine pe fereastră sau prin horn și dispare la fel de misterios cum apare.
- Este invocat mai ales în legendele despre tinerele fete care se îmbolnăvesc de dor sau de dragoste, condiție cunoscută ca "dorul de zburător."

### În literatură
Figura Zburătorului a fost explorată în literatura română, devenind subiectul unor opere importante:
- Ion Heliade-Rădulescu l-a transformat într-un simbol romantic în poemul său „Zburătorul” (1844).[3]
- Este prezent și în alte opere literare, fie ca un simbol al dorinței, fie ca un element fantastic legat de folclorul românesc.

### În media
- EMAA are o melodie numită Zburătorul fără o legătură directă cu ființa fantastică.
- Arta-Digitală are o melodie numită Zburătorul după poemul lui Ion Heliade-Rădulescu.

### Interpretări psihologice și culturale
Unii cercetători au interpretat Zburătorul ca o personificare a dorințelor subconștiente sau ca un simbol al trecerii de la copilărie la maturitate. Fenomenul ar putea avea rădăcini în explicații psihologice pentru anumite experiențe, precum paralizia în somn sau visele lucide.

### Similarități în alte culturi
Zburătorul are corespondențe în alte tradiții mitologice:
- Incubus din mitologia occidentală, un demon masculin care seduce femeile în somn.

1. ↑  George, Călinescu. Istoria literaturii române de la origini până în prezent.
2. ↑  Ovidiu, Bârlea. Folclorul Românesc.
3. ↑  Ion, Heliade-Rădulescu (1844). Zburătorul.